# Santa Rosa (Új-Mexikó)
Santa Rosa város az USA Új-Mexikó államában, Guadalupe megyében, melynek megyeszékhelye is. Lakosainak száma 2850 fő (2020. április 1.).

## Népesség
A település népességének változása:
| Lakosok száma | 1093 | 2848 | 2850 | 2744 |
|               | 1920 | 2010 | 2020 | 2021 |